# Spodoptera albimacula
Spodoptera albimacula là một loài bướm đêm trong họ Noctuidae.